# Domingohutie
Domingohutie (Plagiodontini) – plemię gryzoni z podrodziny hutii (Capromyinae) w obrębie rodziny kolczakowatych (Echimyidae).

## Zasięg występowania
Plemię obejmuje jeden gatunek występujące współcześnie na wyspie Haiti.

## Podział systematyczny
Do plemienia należą następujące współczesne rodzaje:
- Plagiodontia F. Cuvier, 1836 – domingohutia
- Hyperplagiodontia Rímoli, 1977 – takson wymarły, jedynym przedstawicielem był Hyperplagiodontia araeum Ray, 1964 – domingohutia szerokozębna
- Rhizoplagiodontia Woods, 1989 – haitohutia – takson wymarły, jedynym przedstawicielem był Rhizoplagiodontia lemkei Woods, 1989 – haitohutia górska